# فلاديمير سيروف
فلاديمير سيروف هو لاعب كرة قدم روسي في مركز الهجوم، ولد في 9 سبتمبر 1979. لعب مع دينامو ستافروبول وروتور فولغوغراد.

## وصلات خارجية
- فلاديمير سيروف على موقع قاعدة بيانات كرة القدم.إي يو (الإنجليزية)
- فلاديمير سيروف على موقع Soccerway.com (الإنجليزية)